# Луций Папирий Красс (военный трибун 382 года до н. э.)
Луций Папирий Красс (лат. Lucius Papirius Crassus; V—IV века до н. э.) — римский политический деятель из патрицианского рода Папириев, военный трибун с консульской властью в 382 и 376 годах до н. э.
Во время первого трибуната Луций Папирий вместе с коллегой Спурием Папирием предпринял поход на Велитры, под стенами которых разбил пренестинцев.